# Frankenpost

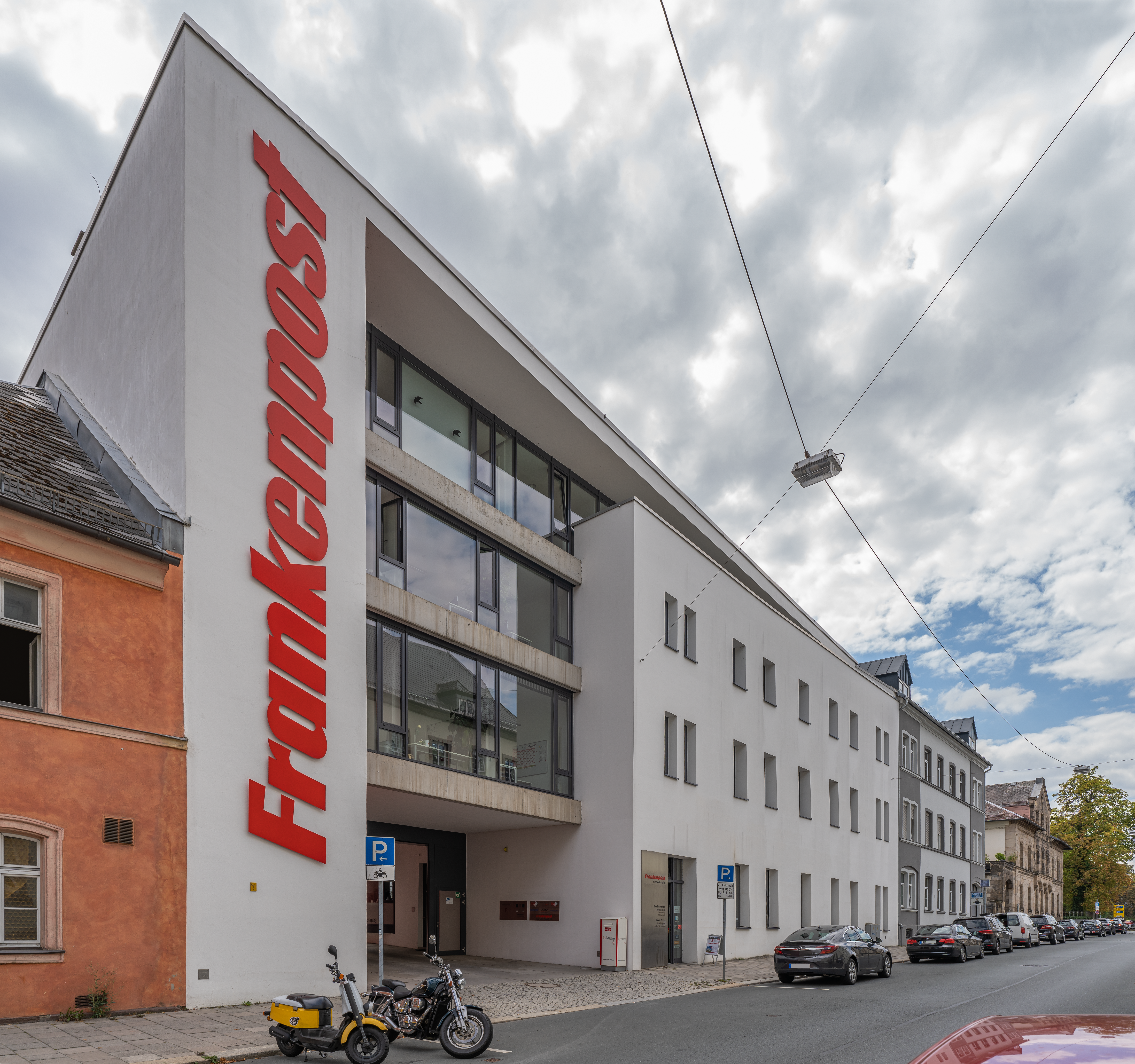
Frankenpost-Verlagsgebäude in Hof

Die Frankenpost ist nach dem Fränkischen Tag die zweitgrößte Tageszeitung Oberfrankens und Teil der Verlagsgruppe HCSB (Hof, Coburg, Suhl, Bayreuth) des Süddeutschen Verlages und damit des Zeitungskonzerns SWMH. Sitz des Frankenpost-Verlags ist Hof.

## Unternehmensdaten

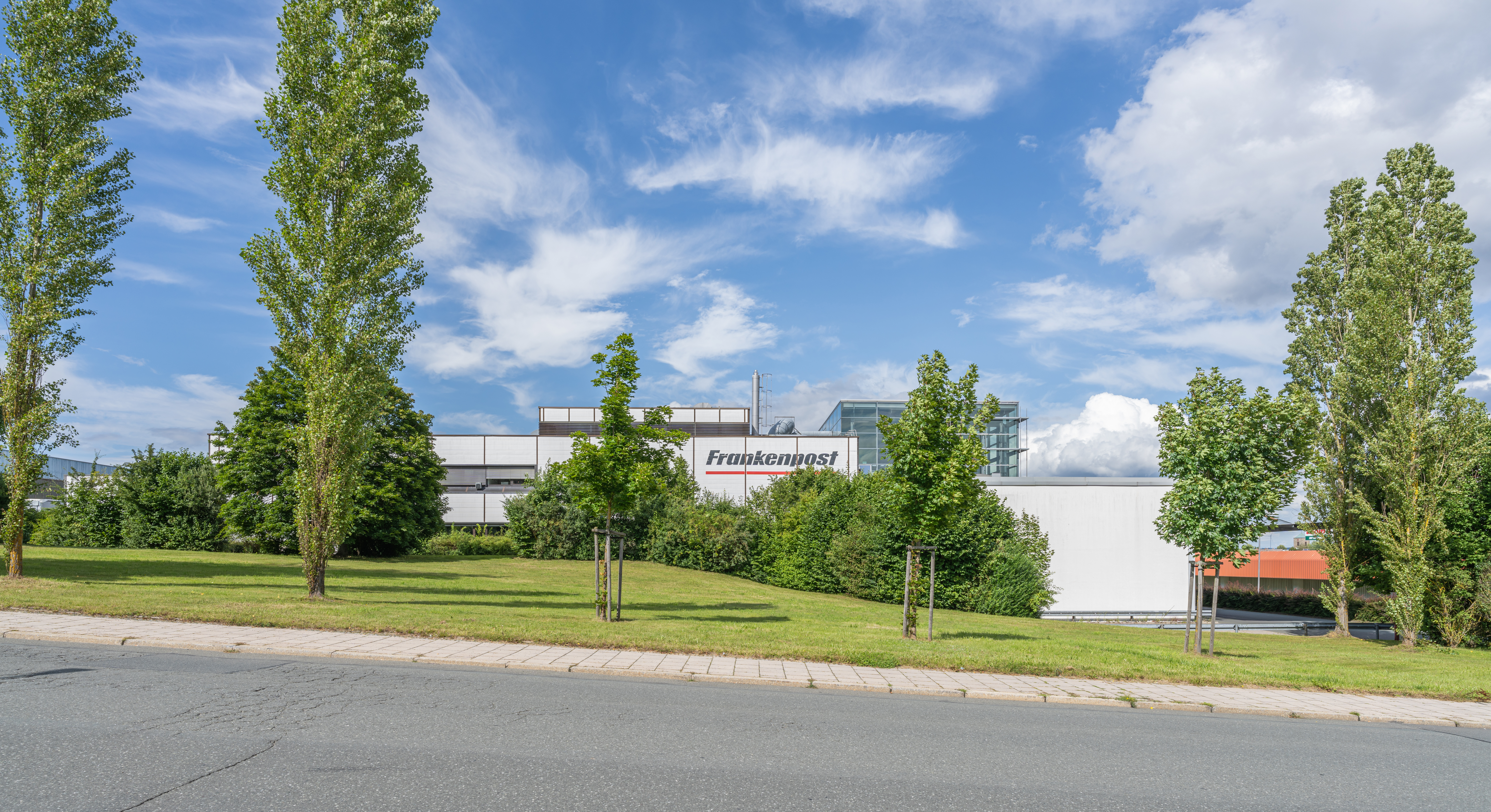
Das Druckzentrum der Frankenpost Verlag GmbH in der Schaumbergstraße

In Hof-Moschendorf betreibt die Frankenpost ein Druckzentrum. Dort werden die Frankenpost, die Wochenzeitung Blickpunkt aus Hof und der Nordbayerische Kurier aus Bayreuth gedruckt.
Ein Tochterunternehmen der Frankenpost ist der Blickpunkt Verlag GmbH für Werbezeitungen mit Sitz in Hof.

## Ausgaben
Die Zeitung erscheint im Rheinischen Format (350 mm × 510 mm) mit dem Satzspiegel 325 mm × 485 mm. Es gibt seit April 2019 folgende vier Ausgaben:
- Frankenpost Stadt und Landkreis Hof: Ausgabe für die Stadt Hof und den östlichen Landkreis Hof; entstanden aus dem früheren "Hofer Anzeiger" für den Altlandkreis Hof und der Ausgabe Rehau; die Bezeichnung ist irreführend, da im Landkreis Hof mit der Frankenpost Naila, Münchberg und Umgebung eine weitere Ausgabe der Frankenpost existiert
- Frankenpost Ausgabe Fichtelgebirge: Ausgabe für den Landkreis Wunsiedel im Fichtelgebirge; entstanden aus Sechsämter Neueste Nachrichten (Arzberg), Sechsämterbote (Wunsiedel), Marktredwitzer Tagblatt (als Kopfblatt) sowie der Ausgabe Selb
- Frankenpost Naila, Münchberg und Umgebung: Ausgabe für den westlichen Landkreis Hof; entstanden aus der Münchberg Helmbrechtser Zeitung und der Ausgabe Naila
- Frankenpost Kulmbach Stadtsteinach: Ausgabe für den Landkreis Kulmbach

## Auflage
Die Frankenpost hat in den vergangenen Jahren erheblich an Auflage eingebüßt. Die verkaufte Auflage ist in den vergangenen 5 Jahren um durchschnittlich 5,4 % pro Jahr gesunken. Im vergangenen Jahr hat sie um 9,4 % abgenommen. Der Anteil der Abonnements an der verkauften Auflage liegt bei 87,4 Prozent.
| 1998 | 1999 | 2000 | 2001 | 2002 | 2003 | 2004 | 2005 | 2006 | 2007 | 2008 | 2009 | 2010 | 2011 | 2012 | 2013 | 2014 | 2015 | 2016  | 2017  | 2018  | 2019  | 2020  | 2021  | 2022  | 2023  | 2024  |
| ---- | ---- | ---- | ---- | ---- | ---- | ---- | ---- | ---- | ---- | ---- | ---- | ---- | ---- | ---- | ---- | ---- | ---- | ----- | ----- | ----- | ----- | ----- | ----- | ----- | ----- | ----- |
|      |      |      |      |      |      |      |      |      |      |      |      |      |      |      |      |      |      | 44875 | 43529 | 42111 | 40128 | 38374 | 36870 | 35808 | 33465 | 30323 |

Auflagen vor dem Jahr 2016 wurden zusammen mit dem Vogtland-Anzeiger ausgewiesen. Dabei verlief die Auflagenentwicklung vergleichbar negativ:
| 1998  | 1999  | 2000  | 2001  | 2002  | 2003  | 2004  | 2005  | 2006  | 2007  | 2008  | 2009  | 2010  | 2011  | 2012  | 2013  | 2014  | 2015  | 2016  | 2017  | 2018  | 2019  | 2020  | 2021  | 2022 | 2023 | 2024 |
| ----- | ----- | ----- | ----- | ----- | ----- | ----- | ----- | ----- | ----- | ----- | ----- | ----- | ----- | ----- | ----- | ----- | ----- | ----- | ----- | ----- | ----- | ----- | ----- | ---- | ---- | ---- |
| 83719 | 79586 | 77230 | 76828 | 74441 | 72565 | 69654 | 68331 | 66808 | 66324 | 64754 | 64004 | 63698 | 62042 | 62125 | 57830 | 55615 | 53792 | 49240 | 47630 | 45635 | 43323 | 41343 | 39275 |      |      |      |

Die Frankenpost hat auch eine Online-Ausgabe. Für nicht kostenlose Artikel können digitale Abonnements abgeschlossen werden. 60 Prozent der Einwohner Hochfrankens lesen täglich die Frankenpost.

## Geschichte
Kurz vor dem Ende des Zweiten Weltkriegs besetzten am 15. April 1945 US-amerikanische Truppen die Stadt Hof. Ziel der alliierten Besatzer war die Zerschlagung des NS-staatlichen Propagandaapparats und Pressetrusts. Damit sollte der Grundstock für eine nachdrückliche Abwendung der Deutschen vom nazistischen Denken und Fühlen und die dauerhafte Etablierung einer demokratischen Kultur gelegt werden. In der am 17. Oktober 1945 in München erstmals herausgegebenen Neuen Zeitung machte der Militärgouverneur Dwight D. Eisenhower deutlich, was eine demokratische Zeitung auszeichne: Objektive Berichterstattung, bedingungslose Wahrheitsliebe und ein hohes journalistisches Niveau.
In den Westzonen drängten die US-Amerikaner auf die privatwirtschaftliche Verankerung des künftigen deutschen Zeitungswesens. Dauerhaft gewährleistet sollte die Unabhängigkeit der neuen Organe von staatlicher Einflussnahme sein. Lizenzen wurden an solche Deutsche vergeben, von denen man mit Sicherheit annehmen konnte, dass die entscheidenden Posten – Verleger, Herausgeber, Chefredakteur – in guten Händen waren. Voraussetzung für deren Vergabe war die erklärte Bereitschaft, am demokratischen Aufbau mitzuarbeiten. Eine Lizenz erhalten konnte nur, wer nicht Mitglied der NSDAP gewesen oder anderweitig belastet war. In Bayern ging die erste Lizenz an die Süddeutsche Zeitung, die am 6. Oktober 1945 erstmals erschien.
Die Frankenpost erhielt von der Nachrichtenkontrolle der Militärregierung die Lizenz Nr. 4, ihr erster Erscheinungstag war der 12. Oktober 1945. Sie erschien anfangs dienstags und freitags. Herausgeber waren Hans Seidel und Tibor Yost.

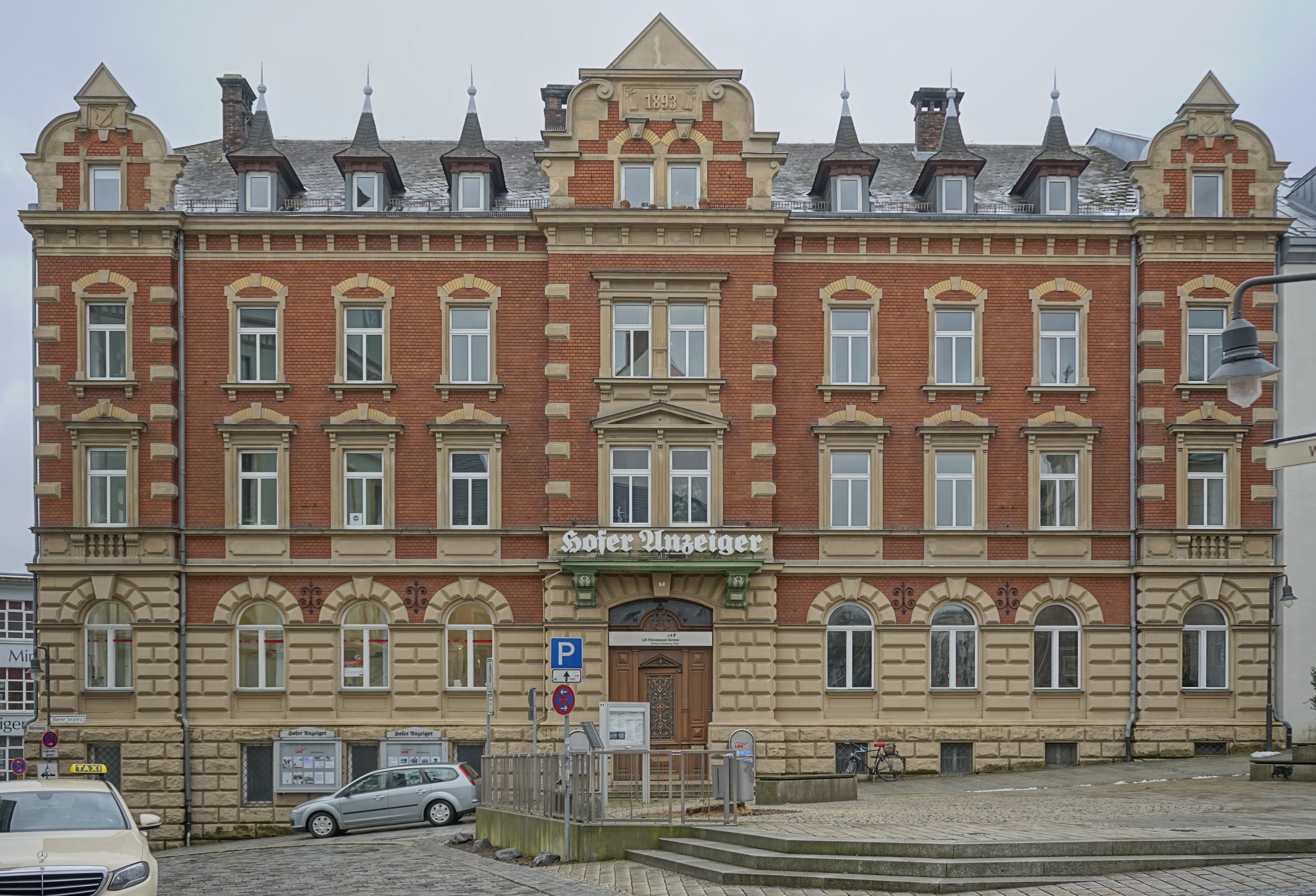
Gebäude des Hofer Anzeigers

Seit 1968 gehört der Hofer Anzeiger zum Frankenpost Verlag. Er wurde im Jahre 1801 unter dem Namen Höfer Intelligenz-Blatt gegründet. Nach 211 Jahren endete die Geschichte des Hofer Anzeigers am 31. März 2012. Seit dem 2. April 2012 erscheint die Hofer Ausgabe der Tageszeitung unter dem Titel Frankenpost AUSGABE STADT UND LANDKREIS HOF. Die Bezeichnung ist irreführend, da im Landkreis Hof eine weitere Ausgabe der Frankenpost erscheint, die Frankenpost Naila, Münchberg und Umgebung.
Nach dem Tod der Herausgeber Seidel und Yost verkauften deren Erben die Frankenpost im Jahr 1969 an die Deutsche Druck- und Verlagsgesellschaft (DDVG), eine Medienbeteiligung der SPD.
1986 stieg der Süddeutsche Verlag mit einer Beteiligung von 70 Prozent bei der Frankenpost ein.
Nach der Wende im Jahr 1989 expandierte der Verlag in die damals noch bestehende DDR. Bereits zwei Tage nach der Grenzöffnung brachte der Hofer Verlag die Vogtlandpost heraus, in den Monaten danach folgten Vogtland-Anzeiger, die Thüringenpost und die Sachsenpost, die später in Zwickauer Tageblatt umbenannt wurde. Die Thüringenpost und das Zwickauer Tageblatt mussten jedoch wieder geschlossen werden. Auch im benachbarten Tschechien hat sich die Frankenpost im Zeitungsmarkt engagiert.
Im Jahr 2003 kam der Mehrheitseigentümer, der Süddeutsche Verlag, in wirtschaftliche Schwierigkeiten. Diese wurden gelöst durch ein Engagement der Südwestdeutsche Medien Holding (SWMH) bei der Süddeutschen. Dieses Engagement hatte gravierende Auswirkungen auf die Frankenpost: Der Vogtland-Anzeiger war im Raum Plauen die Konkurrenz-Zeitung zur Freien Presse, die zur SWMH gehört. Um kartellrechtliche Probleme zu vermeiden, übernahm die DDVG kurzfristig auch die Anteile der Süddeutschen an der Frankenpost. In der Folge wurde der Vogtland-Anzeiger am 1. September 2004 an einen unbeteiligten Dritten verkauft, so dass die Frankenpost an keinen Zeitungen in Sachsen und Thüringen mehr beteiligt war. Die Kartellprobleme waren damit nicht mehr vorhanden und der Süddeutsche Verlag übernahm wieder eine 65-Prozent-Beteiligung an der Frankenpost.
Am 23. Juni 2016 teilte der Nordbayerische Kurier in eigener Sache mit, vorbehaltlich der Genehmigung durch das Bundeskartellamt übernehme die Frankenpost 65 Prozent der Anteile an der Bayreuther Tageszeitung. Eine enge Zusammenarbeit der beiden Zeitungen sei vorgesehen. Der Nordbayerische Kurier wurde in der Folge Teil der Verlagsgruppe HCS, die auch die Frankenpost herausgibt. Der Name der Verlagsgruppe wurde dazu erweitert: HCSB - Hof, Coburg Suhl, Bayreuth.

## Auszeichnungen
- 2000: „Goldene BierIdee“ des Bayerischen Brauerbundes und des Bayerischen Hotel- und Gaststättenverbandes für die Anzeigenkampagne „Bier von hier“[10]